# テイレシアース

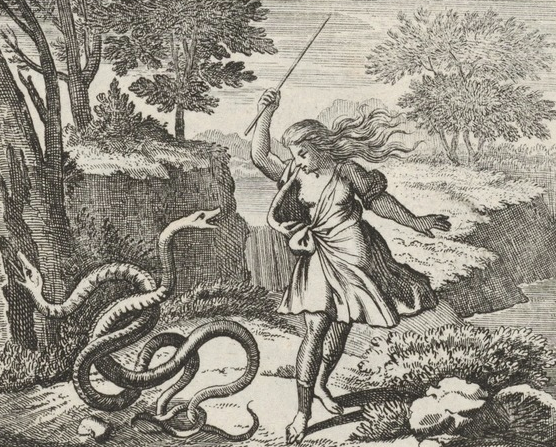
2匹の蛇を打ち、 ヘーラーによって女にされる（Johann Ulrich Kraus作、 オウィディウス『変身物語』）

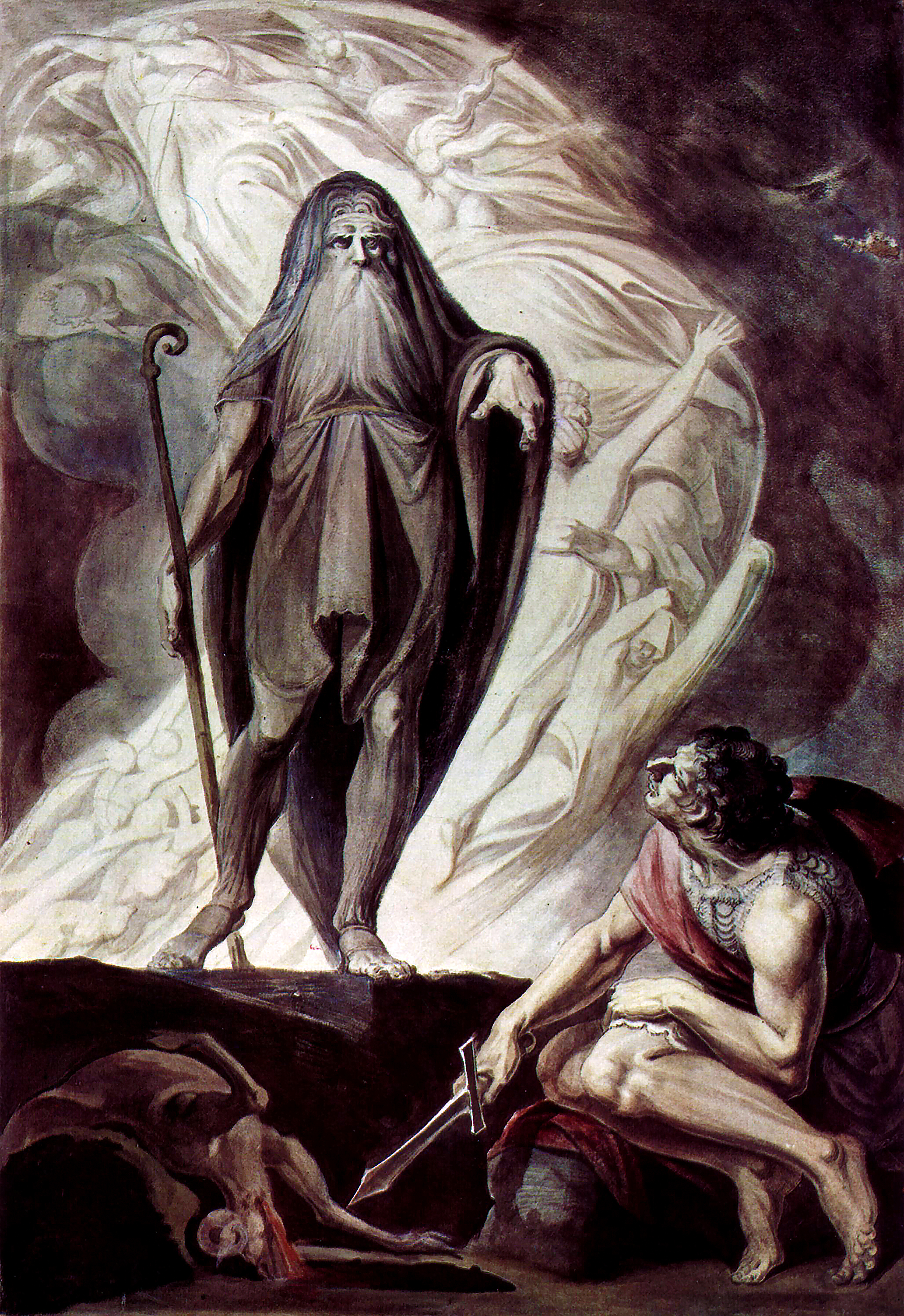
ヨハン・ハインリヒ・フュースリーの1780年と1785年の間の絵画『死の国のオデュッセウスと予言者テイレシアース』。アルベルティーナ所蔵。

テイレシアース（古希: Τειρεσίας、古代ギリシア語ラテン翻字: Teiresíās、ラテン語: Tiresias）は、ギリシア神話に登場するテーバイの予言者である。ラテン語ではティーレシアース、長母音を省略してテイレシアス、ティレシアスとも表記される。
エウエーレースとニュムペーのカリクローの子。エウエーレースはスパルトイの一人、ウーダイオスの後裔であるとされる。ソポクレース作『オイディプス王』『アンティゴネー』などテーバイを舞台とした作品にしばしば登場する。またフランスの作曲家フランシス・プーランクのオペラ『ティレジアスの乳房』でも扱われた。
盲目の予言者として知られるが、盲目となった理由は諸説ある。一説には、女神アテーナーが沐浴している姿を見てしまい、アテーナーによって盲目とされたが、これを不憫に思ったアプロディーテー（または、カリクローから息子の目を元に戻すよう訴えられたアテーナー自身）が予言の力を与えたという。また一説には、テイレシアースがアルカディア地方のキュレーネー山中で交尾している蛇を打ったところ、テイレシアースは女性になってしまった。9年間（オヴィディウスの『変身物語』によれば7年）女性として暮らした後、再び交尾している蛇を見つけ、これを打つと男性に戻った。あるときゼウスとヘーラーが、男女の性感の差について、ゼウスは女がより快感が大きい、ヘーラーは男の方が大きいとして言い争いとなり、テイレシアースの意見を求めた。テイレシアースは「快感を10倍に分けており、男を1とすれば、女はその9倍快感が大きい」と答えた。ヘーラーは怒ってテイレシアースの目を見えなくしてしまった。ゼウスはその代償に、テイレシアースに予言の力と長寿を与えたという。またテイレシアースは死後もゼウスより予言の力を保つことを許された（詳しくはオデュッセウスを参照のこと）。
テイレシアースは予言者となり、さまざまな場面で出てくる。ナルキッソスを占って「己を知らないままでいれば、長生きできるであろう」と予言し
、恐ろしい予言は16年後に水鏡に映った自分を見た時に的中してしまう。そして、もっとも有名なのが、ソポクレスの『オイディプス王』である。

## オイディプス王
オイディプースがテーバイの王になって以来、不作と疫病が続いた。クレオーンがデルポイに神託を求めたところ、不作と疫病は先王ラーイオス殺害の穢れのためであるので殺害者を捕らえ、テーバイから追放せよという神託を得た。さらに、テーバイに住む高名な予言者テイレシアースにその殺害者を尋ねることにした。テイレシアースは卜占により真実を知ったが、真実をオイディプースに伝えるのは忍びなく思い予言を隠そうとした。しかしオイディプースがテイレシアースをなじったため、テイレシアースは怒りに任せ、オイディプースに不作と疫病の原因はテーバイ王その人にあると言った。これを聞いたオイディプスは激怒し、クレオーンがテイレシアースと共謀してテイレシアースに偽の予言をさせているのだと誤解した。しかし、徐々に自分に心当たりがあることが分かり、最後には自ら目をつぶし、テーバイから追放するようクレオーンに頼む。